# Julius Hirsch
Julius Hirsch (Achern, 7 de abril de 1892 – declarado morto em 8 de maio de 1945) foi um futebolista internacional olímpico judeu alemão que foi morto pelos nazistas no campo de concentração de Auschwitz durante o holocausto. Ajudou o Karlsruher Fussball Verein a ganhar o campeonato alemão de futebol de 1910. Jogou pela Seleção Alemã de Futebol, inclusive nos Jogos Olímpicos de Verão de 1912. Ele então se juntou ao Spielvereinigung Greuther Fürth, com quem ganhou o campeonato alemão de futebol em 1914.

## Biografia
Hirsch nasceu em Achern, Alemanha (e mais tarde viveu em Karlsruhe), era judeu, o sétimo filho de um comerciante judeu. Ingressou no Karlsruher FV com dez anos de idade.

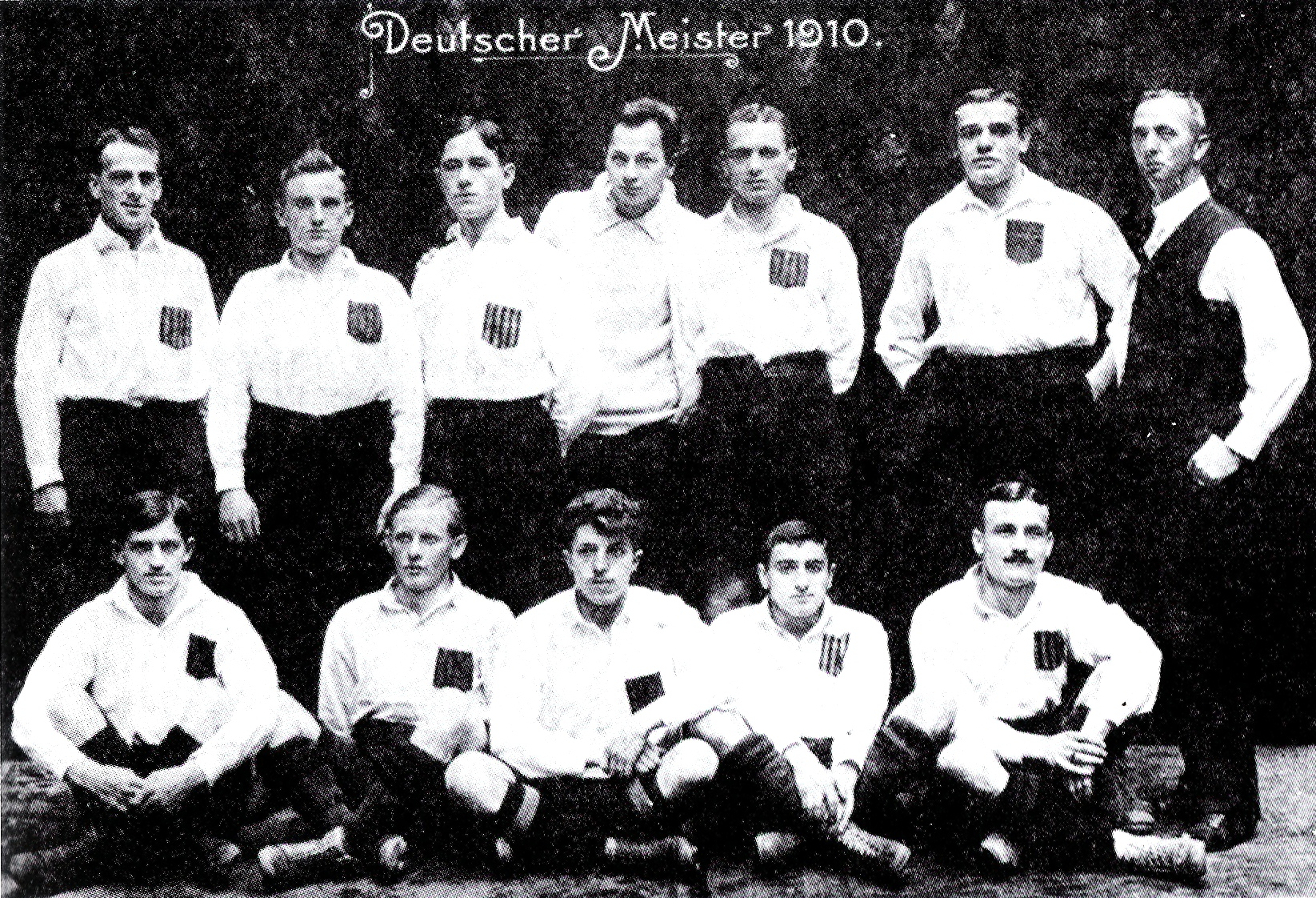
Karlsruher FV em 1910, com Hirsch sentado, o segundo a partir da direita.

Junto com Fritz Förderer e Gottfried Fuchs, Hirsch formou um trio de ataque. Apelidado de "Juller", era um meio-campo/atacante dinâmico, mais conhecido por seu estilo de ataque, seu chute forte e poderoso pé esquerdo. Ajudou o Karlsruher FV a ganhar o campeonato alemão de futebol de 1910.
Depois de ingressar no SpVgg Fürth em 1913, ganhou o campeonato alemão de futebol de 1914 com eles no ano seguinte.
Hirsch foi o primeiro jogador judeu a representar a Seleção Alemã de Futebol, na qual ingressou aos 18 anos de idade em 1911.  Jogou em uma série de partidas pela Alemanha, incluindo os Jogos Olímpicos de 1912 em Estocolmo, Suécia. Hirsch marcou quatro gols pela Alemanha contra a Holanda em 1912, tornando-se o primeiro alemão a marcar quatro gols em uma única partida.
Hirsch se alistou e serviu por quatro anos no Exército Imperial Alemão na Primeira Guerra Mundial e foi condecorado com a Cruz de Ferro. Seu irmão Leopold foi morto em combate em 1916, também lutando pelo exército alemão.
Voltou para o KFV após a Primeira Guerra Mundial e se aposentou em 1925. No entanto, permaneceu no clube como treinador de jovens.

## Morto pela Alemanha nazista
Lendo em um jornal em 10 de abril de 1933 que todos os clubes do Sul da Alemanha baniriam os membros judeus, Hirsch deixou o KFV por sua própria escolha após mais de 30 anos como membro. Em uma carta ao seu clube, ele solicitou que não fosse esquecido que, embora os judeus fossem agora os meninos açoitadores da nação, muitos deles haviam dado seu sangue vital pela nação alemã e eram verdadeiros patriotas, como mostram seus feitos e palavras. Em 1942 ele se divorciou de sua mulher não judia em um esforço para salvá-la e seus filhos dos nazistas.
Hirsch foi deportado de Karlsruhe para o campo de concentração de Auschwitz em 1 de março de 1943. Ele não acreditava que o governo o prejudicaria, pois lutou pela Alemanha na Primeira Guerra Mundial e jogou pelo futebol nacional alemão. A data exata de sua morte é desconhecida. Em 1950 um tribunal alemão o declarou morto com a data da morte fixada em 8 de maio de 1945, após seu 53º aniversário e após a libertação do campo pelo Exército Vermelho em janeiro daquele ano.
Os filhos de Hirsch, Esther e Heinold, considerados "Mischling" de segundo grau, foram forçados a deixar a escola em 1938. Em 1941 foram obrigados a usar a Estrela amarela. Em fevereiro de 1945 foram deportados para Theresienstadt, de onde foram libertados pelo Exército Vermelho em maio de 1945.

## Legado
Desde 2005 a Federação Alemã de Futebol patrocina o "Prêmio Julius Hirsch" por exemplos notáveis de integração e tolerância no futebol alemão.
Em janeiro de 2020 o Chelsea FC expôs um mural de Solomon Souza em uma parede externa do estádio Stamford Bridge. O mural faz parte da campanha 'Diga não ao anti-semitismo' do Chelsea, financiada pelo proprietário do clube Roman Abramovich. Incluído no mural estão representações dos jogadores de futebol Hirsch e Árpád Weisz, que foram mortos no campo de concentração de Auschwitz, e Ron Jones, um prisioneiro de guerra britânico conhecido como o 'Goleiro de Auschwitz'.